# Projekt „Jennie”

Projekt „Jennie” (ang. The Jennie Project) – amerykański film należący do kategorii Disney Channel Original Movies.

## Fabuła
Ciepła opowieść o przyjaźni ludzi i szympansów, zrealizowana w pięknych afrykańskich plenerach. 
Hugo Archibald jest profesorem historii naturalnej, prowadzącym badania nad afrykańskimi szympansami. Widzi, że ich naturalne środowisko ulega degradacji w zastraszającym tempie. Gdy ciężarna szympansica zostaje śmiertelnie postrzelona przez kłusowników, Hugo odbiera poród i postanawia zaopiekować się jej dzieckiem. Rodzina profesora poznaje troski i radości, związane z wychowywaniem Jennie. Dostrzega, jak wielką inteligencją się odznacza i jak intensywne uczucia są jej udziałem. 

## Obsada
- Alex D. Linz - Andrew Archibald
- Sheila Kelley - Leah Archibald
- Lance Guest - Hugo Archibald
- Abigail Mavity - Sarah Archibald
- Sheryl Lee Ralph - Dr. Pamela Prentiss
- Joel McKinnon Miller - Frank
- Fran Bennett - Judge
- Earl Boen - Reverend Palliser
- Kenneth Kimmins - Epstein
- Janet Rotblatt - Mrs. Palliser